# چایکا (استان کرجالی)
چایکا (به بلغاری: Chayka) یک منطقهٔ مسکونی در بلغارستان است که در شهرستان مومچیلگراد واقع شده‌است.